# Александър Дворников
Александър Владимирович Дворников (на руски: Александр Владимирович Дворников) е руски армейски генерал, участвал в руската военна интервенция в Сирия и руското нападение над Украйна, командир на Южния военен окръг от 20 септември 2016 до 23 януари 2023 г.
Започвайки службата си за съветската армия през 1978 г., Дворников се издига във военната йерархия за период от тридесет години. През 2015 г. става командир на въоръжените сили на Руската федерация в Сирия. По това време той вече си е изградил репутация на строг военачалник от военните си действия по време на Втората чеченска война.
През април 2022 г. Дворников е назначен за командир на военните операции в хода на руското нападение над Украйна, но в края на май същата година е заменен от генерал-полковник Генадий Жидко.

## Биография
Дворников е роден на 22 август 1961 г. в Усурийск. Там завършва военно училище и през 1978 г. влиза в редиците на съветската армия. След това учи в Московското висше военно командно училище, завършвайки го през 1982 г. Същата година започва службата си в Далекоизточния военен окръг първо като командир на взвод, после на рота, а след това и като началник щаб на батальон. През 1991 г. завършва Военната академия Фрунзе в Москва, след което е назначен за заместник-командир на батальон в Западната група войски в Източна Германия.
В периода 1992 - 1994 г. Дворников командва 154-та отделен мотострелкови батальон, част от 6-та отделна гвардейска мотострелкова бригада. През 1995 г. става началник щаб и заместник-командир на 248-ми мотострелкови полк от 10-та гвардейска танкова дивизия. На следващата година става командир на полк и е отличен с орден „За военни заслуги“. 
През 1997 г. е назначен за командир на 1-ви гвардейски мотострелкови полк от 2-ра гвардейска мотострелкова дивизия в Московския военен окръг. В периода 2000 - 2003 г. е началник щаб, а след това и командир на 19-та мотострелкова дивизия в Севернокавказкия военен окръг. През 2005 г. завършва Военната академия на Генералния щаб на Русия.
През 2005 г. Дворников става заместник-командир и началник щаб на 36-та общовойскова армия в Сибирския военен окръг, а през 2008 г. поема командването над 5-та общовойскова армия. През 2011 г. е избран за заместник-командир на Източния военен окръг. От май 2012 г. до юни 2016. служи като началник щаб и заместник-командир на Централния военен окръг. През декември 2012 г. е повишен на генерал-лейтенант, а през декември 2014 г. - на генерал-полковник.

### Руска военна интервенция в Сирия
През септември 2015. Дворников става първия командир на руските въоръжени сили в Сирия в хода на руската военна интервенция в Сирия. На 17 март 2016 г. е удостоен с награда Герой на Руската федерация за лидерството си.
През юли 2016. е назначен за командир на Южния военен окръг. С указ на Владимир Путин от 23 юни 2020 г. Дворников е повишен на армейски генерал.

### Руско нападение над Украйна
На 10 април 2022 г. на Дворников са възложени всички военни действия в хода на руското нападение над Украйна. През юни 2022 г. OSINT източници докладват, че Дворников е бил заместен от генерал-полковник Генадий Жидко като главнокомандващ нахлуването, но му е дадено допълнително време за да приключи битката за Северодонецк.
На 8 октомври 2022 г. Министерството на отбраната на Русия назначава генерал Сергей Суровикин за главнокомандващ руските войски в Украйна.